# Quinto Servílio Aala
Quinto Servílio Aala (em latim: Quintus Servilius Ahala) foi um político da gente Servília da República Romana, eleito cônsul por duas vezes, em 365 e 362 a.C, com Lúcio Genúcio Aventinense nas duas vezes.  É possível que seja o mesmo cônsul eleito em 342 a.C. com Caio Márcio Rutilo.
Em 360 a.C., foi ditador e, em 351 a.C., mestre da cavalaria (magister equitum) do ditador Marco Fábio Ambusto.

## Primeiro consulado (365 a.C.)
Seu mandato foi tranquilo do ponto de vista militar, mas acabou marcado pela epidemia que, entre outras mortes, levou Marco Fúrio Camilo.
| “ | As fontes citam que morreram um censor, um edil e três tribunos da plebe; e que o número de vítimas no resto da população foi igualmente elevado | ” |
|   | — Lívio, Ab Urbe condita VII, 1. |   |

## Segundo consulado (362 a.C.)
Seu colega, Lúcio Genúcio Aventinense, o primeiro cônsul plebeu a quem foi encarregada uma campanha militar, morreu numa emboscada dos hérnicos, o que levou à nomeação de Ápio Cláudio Crasso como ditador.
Foi neste mesmo ano que teria sido realizado o episódio lendário de Marco Cúrcio, que teria se sacrificado atirando-se num abismo no Fórum Romano.

## Ditadura (360 a.C.)
Em 360 a.C., Quinto Servílio foi eleito ditador para combater os gauleses, tendo Tito Quíncio Peno Capitolino Crispino como mestre da cavalaria (magister equitum). Os inimigos invadiram o território romano a pedido dos tiburtinos, que foram atacados pelos romanos sob o comando do cônsul Caio Petélio Libo Visolo.
Quinto Servílio conduziu o exército romano à vitória contra os galos num combate perto da Porta Colina:
| “ | A batalha foi travada não muito longe da Porta Colina. Os cidadãos empregaram todas as suas forças, lutando na presença de pais, esposas e filhos, que, se já eram um bom incentivo quando estavam fora da vista, agora, sob a vista deles, inflamaram as mentes dos soldados incutindo neles um senso de honra e de amor pela família. As perdas foram grandes dos dois lados, mas, no final, o exército dos gauleses foi repelido. | ” |
|   | — Lívio, , Ab Urbe condita VII, 1. |   |

## Período intermediário
Em 355 a.C. foi o responsável pela realização das assembleias para a eleição de novos cônsules na posição de interrex. Quatro anos depois, foi escolhido mestre da cavalaria do ditador Marco Fábio Ambusto.

## Terceiro consulado (342 a.C.)?
É possível que o Quinto Servílio Aala eleito em 342 a.C. seja o mesmo cônsul de vinte anos antes. Neste ano, foi eleito com Caio Márcio Rutilo. Enquanto Quinto Servílio ficou encarregado da defesa de Roma, Caio Márcio assumiu o comando da tropa acampada perto de Capua durante a Primeira Guerra Samnita (343–341 a.C.).